# Związek Ludowy (Islandia)
Związek Ludowy (Alþýðubandalagið) – islandzka lewicowa koalicja wyborcza (1956–1968) i partia polityczna (1968–1998). W roku 1998 weszła w skład Sojuszu.
Związek Ludowy powstał 4 kwietnia 1956 roku, jako koalicja wyborcza skupiona wokół Partii Jedności Ludowej. Sytuował się na lewo od socjaldemokracji, był przywiązany do marksizmu, a część jego działaczy wywodziła się z Komunistycznej Partii Islandii. W latach 70. głosił program zbliżony do eurokomunizmu - podkreślał znaczenie demokracji, protestował przeciw członkostwu Islandii w NATO i obecności na wyspie amerykańskich baz wojskowych. Sprzeciwiał się również projektom wstąpienia do EWG.
W roku 1999 połączył się z trzema innymi partiami lewicowymi tworząc socjaldemokratyczny Sojusz (Samfylkingin). Działacze nieakceptujący centrolewicowej formuły Sojuszu utworzyli zaś ekosocjalistyczną partię Ruch Zieloni-Lewica.
W okresie swego istnienia partia uczestniczyła w pięciu rządach koalicyjnych. Najlepszy w swej historii wynik wyborczy miała w wyborach w 1978 roku, kiedy zdobyła 22,9% głosów i 14 miejsc w Althingu. Politykiem Związku Ludowego i jego liderem w latach 1987-1995 był późniejszy prezydent Islandii Ólafur Ragnar Grímsson. 

## Wyniki wyborów
| Wybory  | Głosy  | %    | +/–  | Liczba mandatów | +/– | Rząd     |
| ------- | ------ | ---- | ---- | --------------- | --- | -------- |
| 1956    | 15 859 | 19,2 |      | 8/52            |     | Koalicja |
| VI 1959 | 12 929 | 15,2 | -4,0 | 7/52            | -1  | Opozycja |
| X 1959  | 13 621 | 16,0 | +0,8 | 10/60           | +3  | Opozycja |
| 1963    | 14 274 | 16,0 | ±0,0 | 9/60            | -1  | Opozycja |
| 1967    | 16 923 | 17,6 | +1,6 | 10/60           | +1  | Opozycja |
| 1971    | 18 055 | 17,1 | -0,5 | 10/60           | ±0  | Koalicja |
| 1974    | 20 924 | 18,3 | +1,2 | 11/60           | +1  | Opozycja |
| 1978    | 27 952 | 22,9 | +4,6 | 14/60           | +3  | Koalicja |
| 1979    | 24 401 | 19,7 | -3,2 | 11/60           | -3  | Opozycja |
| 1983    | 22 490 | 17,3 | -2,4 | 10/60           | -1  | Opozycja |
| 1987    | 20 387 | 13,3 | -4,0 | 8/60            | -2  | Opozycja |
| 1991    | 22 706 | 14,4 | +1,1 | 9/60            | +1  | Opozycja |
| 1995    | 23 597 | 14,3 | +0,1 | 9/60            | ±0  | Opozycja |